# Ger Lataster

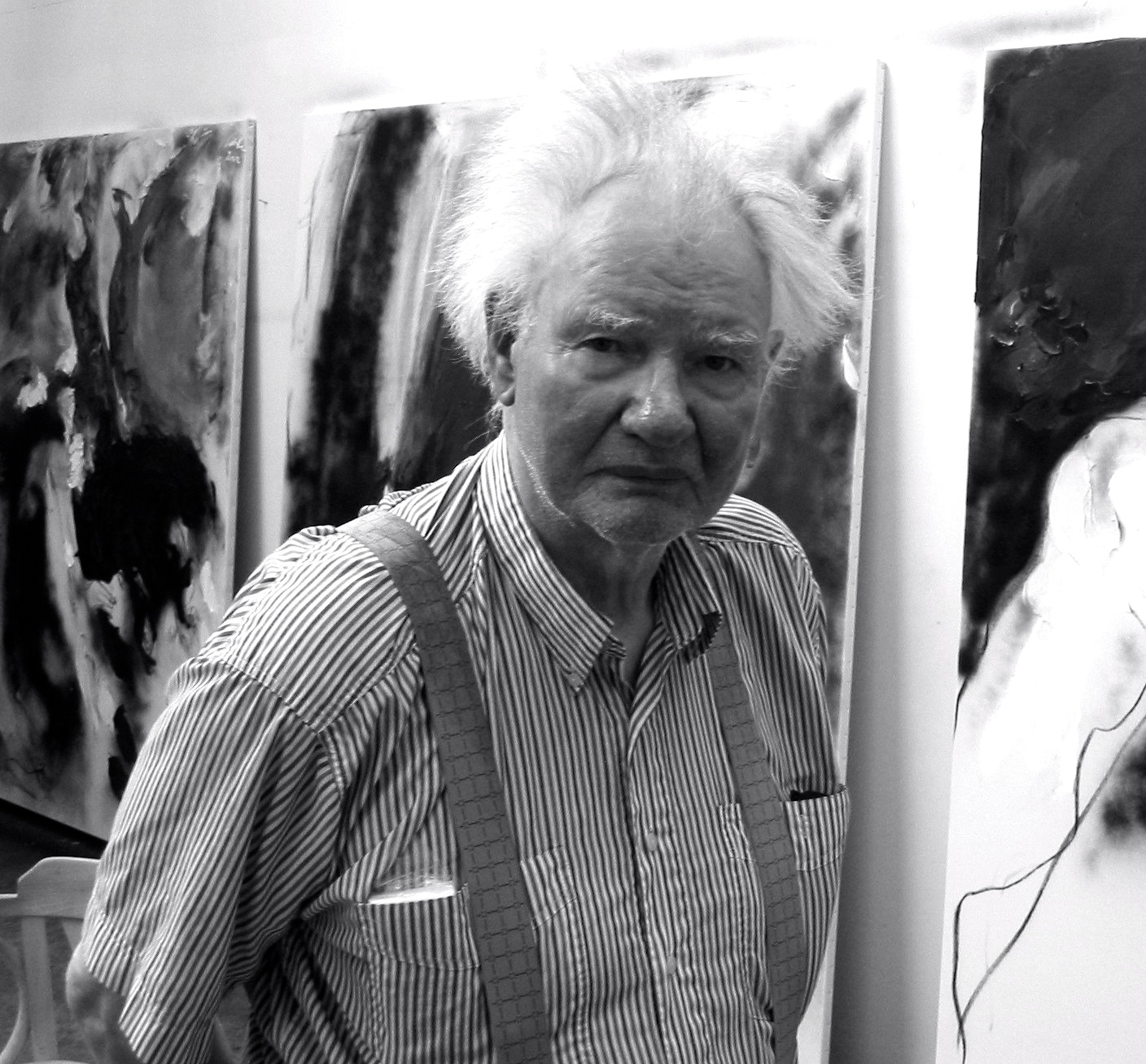
Ger Lataster im Atelier 1987

Ger Lataster (* 16. Februar 1920 in Schaesberg, Landgraaf; † 19. März 2012 in Amsterdam) war ein niederländischer Maler, der in Paris und Amsterdam lebte. Er gehört zu den bedeutenden Vertretern der Abstrakten Malerei nach dem Zweiten Weltkrieg.

## Leben
Ger Lataster war Sohn eines Bergbauarbeiters. Er studierte an der Kunstnijverheidsschool in Maastricht und von 1941 bis 1942 und 1946 bis 1948 an der Rijksakademie van beeldende kunsten in Amsterdam. Er gehörte zu den Künstlern der sogenannten „Amsterdamer Limburgern“, zu denen auch Pieter Defesche, Jef Diederen und Lei Molin zählten. Ger Lataster lebt seit 1950 abwechselnd in Paris und Amsterdam.
Seit 1960 wurde Lataster von der Galerie Paul Facchetti Paris vertreten und seine Werke in mehreren Einzelausstellungen präsentiert. Beginnend mit der Eröffnungsausstellung ihrer Galerie im November 1963, die in Zusammenarbeit mit Paul Facchetti realisiert wurde, zeigte Margarete Lauter seine Werke in mehreren Gruppenausstellungen sowie 1987/88 in einer Einzelausstellung.
Im Jahr 1963 war Lataster zusammen mit Mari Andriessen, Nic Jonk, Theo Mulder und Wessel Couzijn Mitbegründer der alternativen (Kunst-) Academie ’63 (später in Atelier ’63 umbenannt) in Haarlem. (heute: De Ateliers, Amsterdam). Diese Einrichtung sollte junge Künstler mit Hilfe von erfahrenen Kollegen unterstützen.
Ger Latasters Malerei im Stil des abstrakten Expressionismus zeichnet sich dadurch aus, dass er die unterschiedlichsten und gegensätzlichsten Elemente, Techniken und Materialien miteinander verbindet. Im Jahr 1959 war er Teilnehmer der documenta 2 in Kassel in der Abteilung Malerei. Lataster gehört zu den erfolgreichsten niederländischen Künstlern seiner Generation, seine Kunst ist in zahlreichen internationalen Museen und Sammlungen zu sehen, dazu gehört unter anderem das Stedelijk Museum Amsterdam.